# Alansmia semilunaris
Alansmia semilunaris là một loài dương xỉ trong họ Polypodiaceae. Loài này được Moguel & M. Kessler Moguel & M. Kessler mô tả khoa học đầu tiên năm 2011.